# داريو كالزيتش
داريو كالزيتش (ولد في 1 نوفمبر 1969) هو لاعب بوسني سويسري سابق. في 2 يونيو 2016 تعاقدت إدارة نادي التعاون معه كمدرب للفريق.

## روابط خارجية
- داريو كالزيتش على موقع قاعدة بيانات كرة القدم.إي يو (الإنجليزية)
- داريو كالزيتش على موقع عالم كرة القدم.نت (الإنجليزية)